# Katy Lied
Katy Lied ist das vierte Studioalbum der US-amerikanischen 
Band Steely Dan. 

## Allgemeines
Steely Dan hatte aufgehört zu touren und war fortan eine reine Studio-Band. Folglich war dies das erste Album, auf dem viele verschiedene Studiomusiker statt einer festen Band spielten. 
Der damals 20-jährige Jeff Porcaro spielte Schlagzeug auf allen Songs außer Any World (That I’m Welcome To). 

## Cover und Titel des Albums
Das Album-Cover zeigt eine Heuschrecke, die im Englischen als Katydid bezeichnet wird. Der Albumtitel stellt ein Wortspiel dar, das sich auf den Song Doctor Wu bezieht, in dem die Textzeilen Katy tried, I was halfway crucified und Katy lies, you can see it in her eyes vorkommen.

## Titelliste
Alle Titel wurden von Walter Becker und Donald Fagen geschrieben. 

### Seite 1
1. Black Friday – 3:33
2. Bad Sneakers – 3:16
3. Rose Darling – 2:59
4. Daddy Don't Live in That New York City No More – 3:12
5. Doctor Wu – 3:59

### Seite 2
1. Everyone's Gone to the Movies – 3:41
2. Your Gold Teeth II – 4:12
3. Chain Lightning – 2:57
4. Any World (That I'm Welcome To)  – 3:56
5. Throw Back the Little Ones – 3:11